# Neomphalus
Neomphalus là một chi ốc biển, là động vật thân mềm chân bụng sống ở biểns trong họ Neomphalidae.

## Các loài
Các loài trong chi Neomphalus gồm có:
- Neomphalus fretterae McLean, 1981[3]